# Nguyễn Oanh (người mẫu)
Nguyễn Oanh (tên đầy đủ là Nguyễn Thị Oanh, sinh ngày 10 tháng 8 năm 1996) là một người mẫu Việt Nam, từng đạt thành tích: Quán quân Vietnam's Next Top Model 2014. Cô lọt vào Top 16 Hoa hậu Hoàn vũ Việt Nam 2022.

## Tiểu sử
Nguyễn Oanh sinh năm 1996 tại Quảng Ninh, cô tham gia chương trình Vietnam's Next Top Model 2014 và đoạt danh hiệu quán quân khi chỉ mới 18 tuổi và cô là thí sinh nhỏ tuổi nhất dành được danh hiệu quán quân trong lịch sử.

## Sự nghiệp
Năm 2014, Nguyễn Oanh tham gia cuộc thi Vietnam’s Next Top Model. Cô gây ấn tượng mạnh nhờ khuôn mặt cá tính và chiều cao nổi bật. Đúng như dự đoán, cô nàng đã thành công vinh danh ngôi vị quán quân trong cuộc thi.
Ngay trong lúc thi, cô nàng cũng đã tham gia casting và thành công trong nhiều sự kiện, show diễn Tuần thời trang quốc tế Việt Nam. Sau cuộc thi Vietnam Next Top Model 2014, Nguyễn Oanh dần khẳng định vị trí của mình trong làng thời trang. Cô tham dự nhiều chương trình lớn ở trong và ngoài nước. Cô nàng còn được mời tham dự có show diễn thời trang nước ngoài, chụp ảnh bìa cho các tạp chí hàng đầu, từng sải bước trên các trung tâm thời trang lớn của thế giới như Mỹ, Italia.
Mới đây, Nguyễn Oanh gây ấn tượng khi xuất hiện trong buổi send-off của Hoa hậu Khánh Vân đồng thời nhá hàng về việc sẽ dự thi Hoa hậu Hoàn vũ Việt Nam 2022. Cô dừng chân ở Top 16 chung cuộc và nhận giải thưởng phụ "Người đẹp Thể thao".

## Thành tích
- Quán quân Vietnam Next Top Model 2014
- Top 16 Hoa hậu Hoàn vũ Việt Nam 2022
  - Giải thưởng phụ Người đẹp Thể thao